# Ilona Andrews
Ilona Andrews - pseudonim pisarski małżeństwa Ilony Gordon i Andrew Gordona.
Ilona urodziła się w Rosji (1976), do USA przybyła jako nastolatka. Uczęszczała na Western Carolina University, gdzie studiowała biochemię i poznała swojego przyszłego męża. Pomógł on jej napisać i przełożyć jej pierwszą powieść pod tytułem Magia kąsa. Kontynuacja cyklu pt. Magia parzy osiągnęła 32 miejsce na liście bestsellerów New York Timesa, w kwietniu 2008 roku.

## Twórczość

### Seria o Kate Daniels
Źródło.

#### Główna seria
1. Magic Bites (2007) - Magia kąsa - 5 II 2010 (I wyd.), 10 X 2017 (II wyd.) (Fabryka Słów)
2. Magic Burns (2008) - Magia parzy - 19 III 2010 (I wyd.), 10 I 2018 (II wyd.) (Fabryka Słów)
3. Magic Strikes (2009) - Magia uderza - 6 VIII 2010 (I wyd.), 2 II 2018 (II wyd.) (Fabryka Słów)
4. Magic Bleeds (2010) - Magia krwawi - 5 XI 2011 (I wyd.), 9 III 2018 (II wyd.) (Fabryka Słów)
5. Magic Slays (2011) - Magia zabija - 4 II 2016 (I wyd.) (Fabryka Słów)[3]
6. Magic Rises (2013) - Magia wskrzesza - 12 IX 2018 (I wyd.) (Fabryka Słów)
7. Magic Breaks (2014) - Magia niszczy - 12 IV 2019 (I wyd.) (Fabryka Słów)
8. Magic Shifts (2015) - Magia zmienia - 18 X 2019 (I wyd.) (Fabryka Słów)
9. Magic Binds (2016) - Magia łączy - 9 IX 2020 (I wyd.) (Fabryka Słów)
10. Magic Triumphs (2018) - Magia triumfuje - 14 V 2021 (I wyd.) (Fabryka Słów)

#### Opowieści poboczne
- Retribution Clause - opowieść osadzona w świecie Kate Daniels (poza jej historią), o kuzynie Saimana
- A Questionable Client - opowiadanie z antologii "Magic Graves", z Saimanem
- Magic Mourns - opowiadanie z antologii "Must Love Hellhounds", o Raphaelu i Andrei
- Magic Dreams - opowiadanie z antologii "Hexed", o Jimie i Dali
- Magic Gifts - opowiadanie o Kate
- Gunmetal Magic - powieść, osadzona w świecie Kate Daniels, opowiadana przez Andreę
- Magic Tests - opowiadanie o Julie
- Magic Stars (Grey Wolf Book 1) - opowiadanie o Julie i Dereku
- Small Magics - kompilacja pięciu wcześniej opublikowanych opowiadań
- Magic Steals - opowieść osadzona w świecie Kate Daniels

### Na krawędzi
Źródło.
1. On the Edge (2009) - Na krawędzi - 30 IX 2011 (Fabryka Słów)
2. Bayou Moon (2010) - Księżyc nad Rubieżą - 19 XI 2014 (Fabryka Słów)
3. Fate's Edge (2011)
4. Steel's Edge (2012)

### Kinsmen
Źródło.
- A Mere Formality (2008) - krótkie opowiadanie[6][7]

- Silent Blade (2009) - powieść
- Silver Shark (2011) - powieść
- Kinsmen Universe (2018) - zawiera teksty Silent Blade, Silver Shark, A Mere Formality[8]
- Fated Blades (2021) - powieść

### Ukryte dziedzictwo
Źródło.
- Of Swine and Roses (2009)[11] - opowiadanie, aktualnie dostępne w zbiorze Small Magics
- Burn For Me (2014) - Płoń dla mnie (2022, Fabryka Słów)
- White Hot (2017) - Biały żar (2022, Fabryka Słów)
- Wildfire (2017) - Pożoga (2023, Fabryka Słów)
- Diamond Fire (2018) - powieść
- Sapphire Flames (2019)
- A Misunderstanding (2019) - opowiadanie[12]
- Emerald Blaze (2020)
- A Cool Aunt (2020) - opowiadanie/dodatkowe zakończenie powieści[13]
- Ruby Fever (2022)

### Innkeeper Chronicles
Seria o nietypowym trybie wydawniczym - każda część jest publikowana najpierw jako darmowa powieść w odcinkach na stronie autorów, przy współudziale fanów i czytelników, potem edytowana i wydawana w wersji płatnego ebooka / print on demand i usuwana ze strony.
Źródło.
- Clean Sweep (2013)
- Sweep in Peace (2015)
- One Fell Sweep (2016)
- Sweep Of The Blade (2019)
- The Innkeeper Chronicles, Volume One (2020) - zawiera Clean Sweep, Sweep in Peace i One Fell Sweep
- Sweep with Me (2020)
- Sweep of the Heart (2022)

### The Iron Covenant
Seria osadzona w świecie Kate Daniels.
- Iron and Magic (2018)[15]

### Aurelia Ryder
Seria osadzona w świecie Kate Daniels:
- The King of Fire (2018) - krótkie opowiadanie (online oraz na końcu Blood Heir)[17]
- Blood Heir (2021)[18]
- Sandra (2021) - krótkie opowiadanie (online)[19]

### Inne
- Alphas: Origins  - opowiadanie opublikowane w antologii "Angels of Darkness"